# Jamala
Susana Alimivna Jamaladinova, poznatija pod umjetničkim imenom Jamala (Oš, 27. kolovoza 1983.), ukrajinska pjevačica, filmska glumica i tekstopiskinja krimkotatarskog  i armenskog podrijetla, najpoznatija kao pobjednica Pjesme Eurovizije 2016. kao druga Ukrajinka kojoj je to pošlo za rukom. Pobijedila je s pjesmom 1944. koja govori o masovnom protjeravanju Tatara s Krima 1944. Također, pobijedila je s najvećim brojem bodova u povijesti natjecanja. Prva je pjevačica islamske vjerosipovijesti koja je osvojila Eurosong.
Rođena je 1983. u gradu Ošu u Kirgistanu, tada još dijelu Sovjetskoga saveza. Otac joj je bio Krimski Tatar, a majka Armenka. Očevi preci bili su prisilno protjerani s Krima u republike SSSR-a u Središnjoj Aziji prema Staljinovoj naredbi, iako su se borili na strani Sovjeta u Drugom svjetskom ratu. S obitelji se na Krim vratila 1989. godine.
Ukrajinski predsjednik Petro Porošenko odlikovao ju je naslovom Narodnog umjetnika Ukrajine za osvajanje Eurosonga.

## Poveznice
- Ukrajina na Pjesmi Eurovizije

## Vanjske poveznice
- Službene stranice  Arhivirana inačica izvorne stranice od 15. svibnja 2016. (Wayback Machine) na jamalmusic.com